# Merrifieldia tridactyla
Merrifieldia tridactyla là một loài bướm đêm thuộc họ Pterophoridae. Nó được tìm thấy ở hầu hết châu Âu, cũng như Bắc Phi và Tiểu Á.
Sải cánh dài 18–23 mm. Con trưởng thành bay từ tháng 6 đến tháng 7 ở miền tây châu Âu.
Ấu trùng ăn các loài Thymus (bao gồm Thymus serpyllum và Thymus vulgaris) và Mentha ở châu Âu. Tại Ả Rập Saudi, ấu trùng đã được ghi nhận ăn quả của Cucurbita moschata. 